# Charanyca obscura
Charanyca obscura är en fjärilsart som beskrevs av Tutt 1891. Charanyca obscura ingår i släktet Charanyca och familjen nattflyn. Inga underarter finns listade i Catalogue of Life.